# Acratoleon flavus
Acratoleon flavus is een insect uit de familie van de mierenleeuwen (Myrmeleontidae), die tot de orde netvleugeligen (Neuroptera) behoort. 
Acratoleon flavus is voor het eerst wetenschappelijk beschreven door Banks in 1915.